# Her Choice
Her Choice è un cortometraggio muto del 1912 diretto da Ralph Ince.

## Trama
Volendo scegliere tra le sue due nipoti quella a cui lascerà le sue sostanze in eredità, Letitia Summers scrive alle due cugine, informandole che potranno usufruire di un corso di studi presso una prestigiosa scuola privata offerto loro da un'anonima benefattrice. La scuola di cui parla nella lettera è la sua, ma la signora Summers non vuole che le ragazze lo sappiano. Edith, che vive poveramente, è felice di quella possibilità; Madge, dal canto suo, è più interessata a ben apparire e chiede alla madre di provvederla di vestiti alla moda. Il suo arrivo nella nuova scuola, infatti, fa sensazione e lei diventa una delle studentesse più popolari. Al contrario, Edith è accolta con sufficienza ed è oggetto di commenti poco piacevoli. Alla fine del corso, ambedue le ragazze si laureano con onore. Ma sarà la povera Edith, che - con il proprio comportamento modesto e affettuoso nei confronti della madre - ha colpito favorevolmente la signora Summers, a essere l'erede designata della ricca zia.

## Produzione
Il film fu prodotto dalla Vitagraph Company of America.

## Distribuzione
Distribuito dalla General Film Company, il film - un cortometraggio in una bobina - uscì nelle sale cinematografiche statunitensi il 30 settembre 1912.